# Società Editrice Milanese
SEM - Società Editrice Milanese è una casa editrice italiana, nata a Milano nel 2016.

## Storia
Fondata nel 2016 da Riccardo Cavallero, ex amministratore delegato di Mondadori, insieme al poeta Antonio Riccardi e a Valerio Giuntini, SEM ha iniziato a pubblicare libri l'anno successivo.
Nella compagine azionaria del gruppo sono presenti Mario Rossetti, il Gruppo Feltrinelli e Anthos Produzioni.
Nel 2023 viene completamente assorbita dal Gruppo Feltrinelli.